# Europas Grand Prix 1983
Europas Grand Prix 1983 var det fjortonde av 15 lopp ingående i formel 1-VM 1983. Detta var det första fristående Europas Grand Prix och det kördes på Brands Hatch i England.

## Resultat
1. Nelson Piquet, Brabham-BMW, 9 poäng
2. Alain Prost, Renault, 6
3. Nigel Mansell, Lotus-Renault, 4
4. Andrea de Cesaris, Alfa Romeo, 3
5. Derek Warwick, Toleman-Hart, 2
6. Bruno Giacomelli, Toleman-Hart, 1
7. Riccardo Patrese, Brabham-BMW
8. Manfred Winkelhock, ATS-BMW
9. René Arnoux, Ferrari
10. Eddie Cheever, Renault
11. Thierry Boutsen, Arrows-Ford
12. Roberto Guerrero, Theodore-Ford
13. Jonathan Palmer, Williams-Ford
14. Stefan "Lill-Lövis" Johansson, Spirit-Honda
15. Raul Boesel, Ligier-Ford

### Förare som bröt loppet
- Patrick Tambay, Ferrari (varv 67, snurrade av)
- Michele Alboreto, Tyrrell-Ford (64, motor)
- Piercarlo Ghinzani, Osella-Alfa Romeo (63, gasspjäll)
- Marc Surer, Arrows-Ford (50, motor)
- Keke Rosberg, Williams-Ford (43, motor)
- Mauro Baldi, Alfa Romeo (39, koppling)
- John Watson, McLaren-TAG (36, snurrade av)
- Danny Sullivan, Tyrrell-Ford (27, oljeläcka)
- Niki Lauda, McLaren-TAG (25, motor)
- Elio de Angelis, Lotus-Renault (12, oljepump)
- Jean-Pierre Jarier, Ligier-Ford (0, koppling)

### Förare som ej kvalificerade sig
- Kenny Acheson, RAM-Ford
- Corrado Fabi, Osella-Alfa Romeo
- Jacques Laffite, Williams-Ford